# Space Armor
Space Armor (яп. スペースアーマー Supēsu Āmā) — видеоигра в жанре вертикального скролл-шутера, разработанная и изданная Tsukuda Original в 1984 году для SG-1000.

## Игровой процесс
Игра построена аналогично Xevious от Namco, в том смысле, что это тоже вертикальный скролл-шутер, где одна кнопка стреляет по летающим целям, а другая по наземным.

## Сюжет
Имперская армия Долга вторглась с превосходящими по силам войсками на территорию Галактической Федерации. После чего Империя построила космическую крепость в глубинах галактики. Корпус Космической Брони (Space Armor) потерял большинство своих флагманских кораблей и был почти полностью уничтожен, а Галактическая Федерация находится под угрозой уничтожения. Судьба Федерации зависит от уничтожения космической крепости, которую игрок атакует на своём спидере А-42 Neodinnt.